# Diplotaxis siettiana
El jaramago de Alborán (Diplotaxis siettiana) es una especie de planta fanerógama de la familia Brassicaceae. 

## Distribución y hábitat
Es natural del matorral mediterráneo y se encuentra solamente en la isla de Alborán, provincia de Almería, España. Se encuentra tratada en peligro de extinción por pérdida de hábitat.

## Descripción
Es una planta anual con la raíz axonomorfa. Los tallos alcanzan los 10-40 cm de altura, foliosos, ± erectos, con pelos ± dispersos, finos en la parte inferior; en la superior glabros. Hojas inferiores con el limbo de 5-15 × 3-7 cm, de pinnatífidas a 1-2-pinnatipartidas —con 2-4 pares de segmentos laterales oblongos o elípticos, de irregularmente dentados a lobados, y un segmento terminal mayor—, subcarnosas, con pelos cortos; las medias y superiores, menores, con segmentos más estrechos, senos más profundos y pecíolo menor, no amplexicaules. Sépalos 4,5-5,5 mm, glabros o con algún pelo. Pétalos de 9-12 × 4-5,5 mm, amarillos. Frutos de suberectos a erecto-patentes, con valvas oblongas, comprimidas; rostro 1-3,6 × 0,8-1,4 mm, linear, poco atenuado u obcónico, aspermo —excepcionalmente con 1 semilla o primordio en su base—; carpóforo 0,2-0,5 mm; pedicelos 5-16 mm. Semillas  de ovoides a elipsoidales, dispuestas en 3-4 filas por lóculo. Tienen un número de cromosomas de n = 8.

## Taxonomía
Diplotaxis siettiana, fue descrita  por René Charles Maire y publicado en Bulletin de la Société d'Histoire Naturelle de l'Afrique du Nord 24: 29. 1933.
Etimología
Diplotaxis: nombre genérico que deriva del  griego Diplotaxis = doble orden, refiriéndose a las semillas  que se disponen en dos hileras en el fruto.
siettiana: epíteto en honor al farmacéutico francés Henri Sietti, que visitó la isla en los años 30 del siglo XX.
Sinonimia
- Diplotaxis catholica subsp. siettiana (Maire) Maire[5]